# Châteauvieux (Var)
Châteauvieux è un comune francese di 73 abitanti situato nel dipartimento del Var nella regione della Provenza-Alpi-Costa Azzurra.

## Società

### Evoluzione demografica
Abitanti censiti